# Novo (canção)
"Novo" é uma canção gravada e interpretada pela cantora italiana Laura Pausini em parceria com a dupla brasileira Simone & Simaria, sendo parte do disco Fatti sentire de Laura.
É o segundo single oficial do disco, lançado especialmente no mercado brasileiro.

## Informações da canção
Rumores de que Simone & Simaria gravariam uma música com Laura Pausini surgiram ainda em 2017 quando, numa entrevista, foi mencionado que elas receberam uma ligação de um executivo da Warner Music, casa discográfica da italiana, propondo o dueto. Um indício maior foi revelado quando plataformas de streaming como Deezer e Spotify revelaram que o disco teria uma versão especial para o Brasil, contendo o dueto. 
A letra foi escrita por Laura Pausini e Yoel Henriquez, e a música foi composta por Danijel Vuletic. A adaptação para o português é de autoria da própria cantora. Este é um fato inédito na carreira da italiana, que em todas as suas músicas em língua portuguesa teve a ajuda de amigos ou compositores externos nas traduções. Apesar de ser majoritariamente cantada em português, há poucos trechos em língua espanhola sendo cantados durante o refrão.
Esta é a terceira parceria de Pausini com um artista brasileiro. Em 2001, a canção Seamisai (Sei que me amavas) teve a participação de Gilberto Gil. Em 2013, ela duetou com Ivete Sangalo em Le cose che vivi/Tudo o que eu vivo.
A canção possui uma versão em língua espanhola intitulada Nuevo, que não foi lançada como single. Diferentemente de grande parte de suas músicas, não existe uma versão em língua italiana. Pausini revelou em entrevistas que seria difícil adequar a letra e estruturas frasais em italiano à melodia da canção, perdendo a essência latina originalmente proposta. Assim, a versão em italiano do disco também contém a versão em espanhol.
O clipe da música foi gravado no final de fevereiro de 2018, sendo lançado oficialmente no dia 30 de março no canal oficial da gravadora de Laura Pausini. No mesmo dia, foram ao ar no programa Vídeo Show cenas dos bastidores da gravação. 
Em 03 de março de 2018, a italiana participou do programa televisivo Altas Horas. Durante a exibição, Simaria Mendes apareceu por meio de uma videoconferência e, a pedido do apresentador Serginho Groisman, cantou um trecho do refrão da música pela primeira vez. 
Em 08 de junho de 2018, uma nova versão do single foi lançada em plataformas digitais, contendo novas versões da música.

## Faixas
Download digital e streaming - versão original
1. Novo (Com Simone & Simaria)

Download digital e streaming - junho de 2018
1. Novo (Com Simone & Simaria)
2. Novo (Com Simone & Simaria - Sertaneja remix)
3. Novo (Versão solista de Laura Pausini - totalmente em português)
4. Nuevo (Versão espanhola)